# Subantarctia florae
Subantarctia florae är en spindelart som beskrevs av Forster 1956. Subantarctia florae ingår i släktet Subantarctia och familjen Orsolobidae. Inga underarter finns listade i Catalogue of Life.